# Uranothauma umbra
Uranothauma umbra är en fjärilsart som beskrevs av Talbot 1935. Uranothauma umbra ingår i släktet Uranothauma och familjen juvelvingar. Inga underarter finns listade i Catalogue of Life.